# تورتويز إس في إن
تورتويز إس في إن (بالإنجليزية: TortoiseSVN)‏ هو عميل سب فيرجن كامتداد لمايكروسوفت ويندوز شل؛ وهو برمجية حرة مرخصة تحت رخصة جنو العمومية الصغرى.

## وصلات خارجية
- تورتويز إس في إن على موقع Open Hub (الإنجليزية)
- تورتويز إس في إن على موقع SourceForge (الإنجليزية)
- الموقع الرسمي